# Caleta del sol
Caleta del sol es una telenovela chilena de comedia dramática. Se estrenó por la cadena pública Televisión Nacional de Chile el 20 de octubre de 2014, y concluyó el 21 de enero de 2015. La historia narra sobre la instalación de una termoeléctrica en un pueblo del norte de Chile, lo que provoca un fuerte rechazo como también una serie de adherentes.
Escrita por Carlos Oporto, en colaboración con Marianela Fuenzalida, Jorge Peña y Priscilla Rodríguez con asesoría de contenidos de Julio Rojas. Con la producción general de Eduardo Alegría y la dirección general de Claudio López de Lérida bajo la dirección de área de Alex Bowen.
Protagonizada por Carolina Arregui y Francisco Melo, junto a Mayte Rodríguez y Jorge Arecheta,y cuenta con Gonzalo Vivanco, Daniela Lhorente y Nicolás Oyarzún en los roles antagónicos.
La telenovela tuvo una baja sintonía, por lo que fue sacada de su horario inicial, esto debido al éxito de la telenovela Pituca sin lucas de Mega. Posteriormente TVN decidió acortar su duración, emitiéndose su capítulo final el 21 de enero de 2015. Se convirtió en la teleserie menos vista de la historia de la televisión chilena con 3,9 puntos.

## Argumento
Elena (Carolina Arregui), una santiaguina recién separada de Francisco (Patricio Strahovsky), llega hasta Caleta del Sol para curar las heridas de una traición que le hizo pedazos el corazón. En esta hermosa zona del norte de Chile quiere redescubrirse mientras disfruta de las maravillas del lugar: olas grandes y el avistamiento de ballenas jorobadas, que han convertido a la caleta en un foco para surfistas chilenos e internacionales; biólogos, científicos; y turistas.
En el pueblo, Elena se reencuentra con su hija Bárbara (Mayte Rodríguez), quien trabaja como chef en el hotel Boutique de Clara (Renata Bravo), amiga de juventud de Elena. Las tres mujeres se convertirán en grandes compañeras y soñarán juntas con un futuro mejor. Ahora Elena tiene todo para volver a encontrar el amor.
Es Ignacio Cox (Gonzalo Vivanco), un atractivo turista, el primero en seducir a Elena. Lo que ella ignora es que él está detrás de la implementación de un proyecto energético en la zona. Un plan que es apoyado por el ambicioso alcalde Emilio Viveros (Erto Pantoja) y por la seductora Mariana Sandoval (Daniela Lhorente), abogada de la empresa y ex de Ignacio.
El pasado también regresará a la vida de Elena, de la mano de su gran amor de la adolescencia: Crescente Maturana (Francisco Melo), quien junto a su madre Juana (Gabriela Medina), mantienen cierto rencor por la mujer que lo abandonó hace más de 20 años en esta misma caleta. Él luchará en contra de sus emociones trabajando intensamente junto a la guardaparques del lugar, Sandra Soto Montecinos (Macarena Teke), hija de Clara, quien lentamente se irá enamorando de él en secreto.
Por su parte, Clara emprenderá la búsqueda de su enamorado secreto, llegando a pensar que cualquiera puede ser ese Príncipe que la está cortejando anónimamente. Y Bárbara también errará al enamorarse del inescrupuloso Gabriel Duarte (Nicolás Oyarzún), asistente de Ignacio en la empresa. Será su hermano Nicolás Hidalgo (Ignacio Susperreguy) quien le dé un poco de luces sobre lo perjudicial de permitir que la compañía se instale en la Caleta.
Aunque en verano el lugar goza de prosperidad, en las otras épocas del año las deudas no dejan en paz a sus habitantes. Si bien los más viejos viven de la pesca como "Don Lobo" (Luis Alarcón) y su esposa Miriam (Grimanesa Jiménez), los jóvenes han optado por emprender transportando turistas a ver las ballenas. El “Lobo Chico” (Jorge Arecheta) es uno de ellos, encantador con las turistas y un seductor irremediable. Su mejor amigo, el "Chungungo" (Gabriel Cañas), acompañado de su llama, "Lupita", sueña con tener ese éxito, pero es un desastre con las mujeres. “El Congrio Loco” intenta mantenerse en pie, sobre todo ahora que su dueña Lidia San Juan (Tatiana Molina) tiene a una chef de renombre como Bárbara liderando en la competencia.

## Reparto
Una lista completa del reparto confirmado se publicó a través de Televisión Nacional de Chile el 22 de agosto de 2014.

### Principales
- Francisco Melo como Crescente Maturana[8]
- Carolina Arregui como Elena Aránguiz[8]
- Gonzalo Vivanco como Ignacio Cox[8]
- Mayte Rodríguez como Bárbara Hidalgo[8]
- Jorge Arecheta como Gerardo Mardones[8]
- Luis Alarcón como Nicasio Mardones[8]
- Andrés Velasco como Federico Galván[8]
- Daniela Lhorente como Mariana Sandoval[8]
- Matías Assler como Vicente Foster[8]
- Valentina Carvajal como Catalina Infante[8]
- Nicolás Oyarzún como Gabriel Opazo[8]
- Gabriela Medina como Juana Gutiérrez[8]
- Grimanesa Jiménez como Miriam Paredes[8]
- Erto Pantoja como Emilio Viveros[8]
- Tatiana Molina como Lidia San Juan[8]
- Renata Bravo como Clara Montecinos[8]
- Macarena Teke como Sandra Montecinos[8]
- Gabriel Cañas como Darío Jerez[8]
- Karla  Melo como Fabiana Cordero[8]
- Silvana Salgueiro como Estrella Jerez[8]
- Ignacio Susperreguy como Nicolás Hidalgo[8]
- Patricio Strahovsky como Francisco Hidalgo[8]
- Roberto Prieto como Juan Eduardo Pascal[8]
- Mario Bustos como Mario Luna[8]
- Elisa Alemparte como Maribel Solé[8]
- Nicolás Platovsky como Sebastián Schmidt[8]
- Camila Lasso como Vanessa Durán[8]
- Marcelo Gutiérrez como Felipe Lorca[8]

## Banda sonora
| Intérprete                    | Tema                     | Personajes                     | Actor(es)                               |
| ----------------------------- | ------------------------ | ------------------------------ | --------------------------------------- |
| Luis Fonsi                    | «Corazón en la maleta»   | Tema principal                 | Tema principal                          |
| Alejandro Lerner              | «Después de ti»          | Elena y Crescente              | Carolina Arregui y Francisco Melo       |
| Chayanne                      | «Tu respiración»         | Elena y Crescente              | Carolina Arregui y Francisco Melo       |
| Melendi                       | «Tu jardín con enanitos» | Elena e Ignacio                | Carolina Arregui y Gonzalo Vivanco      |
| La Ley                        | «Olvidar»                | Elena e Ignacio                | Carolina Arregui y Gonzalo Vivanco      |
| Olguita Marina                | «Loba love»              | Bárbara y Gerardo              | Mayte Rodríguez y Jorge Arecheta        |
| Paty Cantú ft. Erik Rubín     | «Quiero tenerte»         | Bárbara y Gerardo              | Mayte Rodríguez y Jorge Arecheta        |
| Danny Tieger                  | «Need another way»       | Vicente y Catalina             | Matías Assler y Valentina Carvajal      |
| Beatriz Luengo                | «Más que suerte»         | Vicente y Catalina             | Matías Assler y Valentina Carvajal      |
| Servando & Florentino         | «Contigo»                | Bárbara y Gabriel              | Mayte Rodríguez y Nicolás Oyarzún       |
| Olguita Marina                | «Atorrante profesional»  | Chungungo                      | Gabriel Cañas                           |
| Romeo Santos                  | «Propuesta indecente»    | Nicasio y Lidia                | Luis Alarcón y Tatiana Molina           |
| Gino Mella                    | «Al ritmo del amor»      | Sandra y Crescente             | Macarena Teke y Francisco Melo          |
| Johnny Sky                    | «With or without you»    | Vicente y Fabiana              | Matías Assler y Karla Melo              |
| Denise Rosenthal              | «I Wanna Give My Heart»  | Fabiana                        | Karla Melo                              |
| Debi Nova                     | «Un día a la Vez»        | Estrella                       | Silvana Salgueiro                       |
| María Colores                 | «Relámpago»              | Estrella y Nicolás             | Silvana Salgueiro e Ignacio Susperreguy |
| La Sociedad                   | «El destino»             | Vicente y Sandra               | Matías Assler y Macarena Teke           |
| Pablo Alborán                 | «Por fin» (Acústico)     | Vicente y Sandra               | Matías Assler y Macarena Teke           |
| Alexis Venegas                | «Ropaje»                 | Elena y Francisco              | Carolina Arregui y Patricio Strahovsky  |
| Olguita Marina                | «Pan de azúcar»          | Locación: Hotel de Clara       | Locación: Hotel de Clara                |
| Olguita Marina                | «Con este sol»           | Locación: Playa de surfistas   | Locación: Playa de surfistas            |
| Los Totora                    | «Despeinada»             | Locación: Distintas            | Locación: Distintas                     |
| Banda Conmoción               | «Mentira»                | Locación: Distintas            | Locación: Distintas                     |
| Nico & Vinz                   | «Am I Wrong»             | Locación: Playa de surfistas   | Locación: Playa de surfistas            |
| Maroon 5                      | «Maps»                   | Locación: Distintas            | Locación: Distintas                     |
| Pharrell Williams             | «Happy»                  | Locación: Playa de surfistas   | Locación: Playa de surfistas            |
| Luis Fonsi y Juan Luis Guerra | «Llegaste Tú»            | Locación: Playa de surfistas   | Locación: Playa de surfistas            |
| Coldplay                      | «Clocks»                 | Locación: Santiago             | Locación: Santiago                      |
| Bruno Mars                    | «Locked Out of Heaven»   | Locación: Santiago             | Locación: Santiago                      |
| Prince Royce                  | «Te robaré»              | Locación: Restaurante de Lidia | Locación: Restaurante de Lidia          |

## Producción

### Rodaje
El martes 12 de agosto, la producción dramática comenzó con el registro de las imágenes en las dependencias del canal, a las que corresponden al interior. Mientras que el lunes 25, el equipo liderado por Claudio López de Lérida se trasladó al norte para registrar todo aquello que tenga que ver con el exterior.

### Promoción
- El viernes 22 de agosto y en medio de la emisión de El amor lo manejo yo, y con ballenas y paisajes costeros como los protagonistas, la señal estrenó el teaser la teleserie. Con un relato, sobre las ballenas, Crescente (Francisco Melo) acompaña la pieza audiovisual con el un mensaje... Cuenta la leyenda, que cuando ellas regresan es porque algo va a pasar… Algo nuevo, un cambio, algo que nunca antes hemos visto, cruzan el océano para comunicarse con nosotros, para decirnos que algo muy grande está por venir, prepárate.

- El martes 16 de septiembre, y en medio del resumen de El amor lo manejo yo el canal estrenó un nuevo spot de la producción. La pieza grabada en la localidad costera de Quintay y musicalizada con la canción Corazón en la maleta de Luis Fonsi, se centra en Elena (Carolina Arregui), quien tras separarse de su marido regresa a Caleta del Sol. En el lugar Elena se reencuentra con su hija Bárbara (Mayte Rodríguez) y con Crescente (Francisco Melo), su gran amor de juventud. Toda la escena es interrumpida con la llegada de Ignacio (Gonzalo Vivanco) y sus empleados que planean instalar una termoeléctrica en el pueblo. La idea del spot fue trabajada en conjunto por la gerencia de marketing de TVN y la agencia McCann Erickson. La realización estuvo a cargo de la productora H Films y fue dirigido por Alejandro Harriet.
- El 6 de noviembre de 2014, fue anunciado por el área dramática de TVN que habría un cambio de horario en la teleserie del canal estatal. El nuevo horario es a las 17:00, todo esto por el bajo índice de audiencia que tuvo la teleserie comparada con su competencia Pituca sin lucas del canal de la competencia Mega.

## Premios y nominaciones
| Año  | Premio                | Categoría               | Nominados        | Resultados |
| ---- | --------------------- | ----------------------- | ---------------- | ---------- |
| 2014 | Copihue de Oro        | Mejor actriz            | Carolina Arregui | Nominada   |
| 2015 | Premios TV Grama 2014 | Mejor actriz            | Carolina Arregui | Nominada   |
| 2016 | Premios Caleuche      | Mejor actriz de reparto | Mayte Rodríguez  | Nominada   |